# Lipová alej ve Žlebech

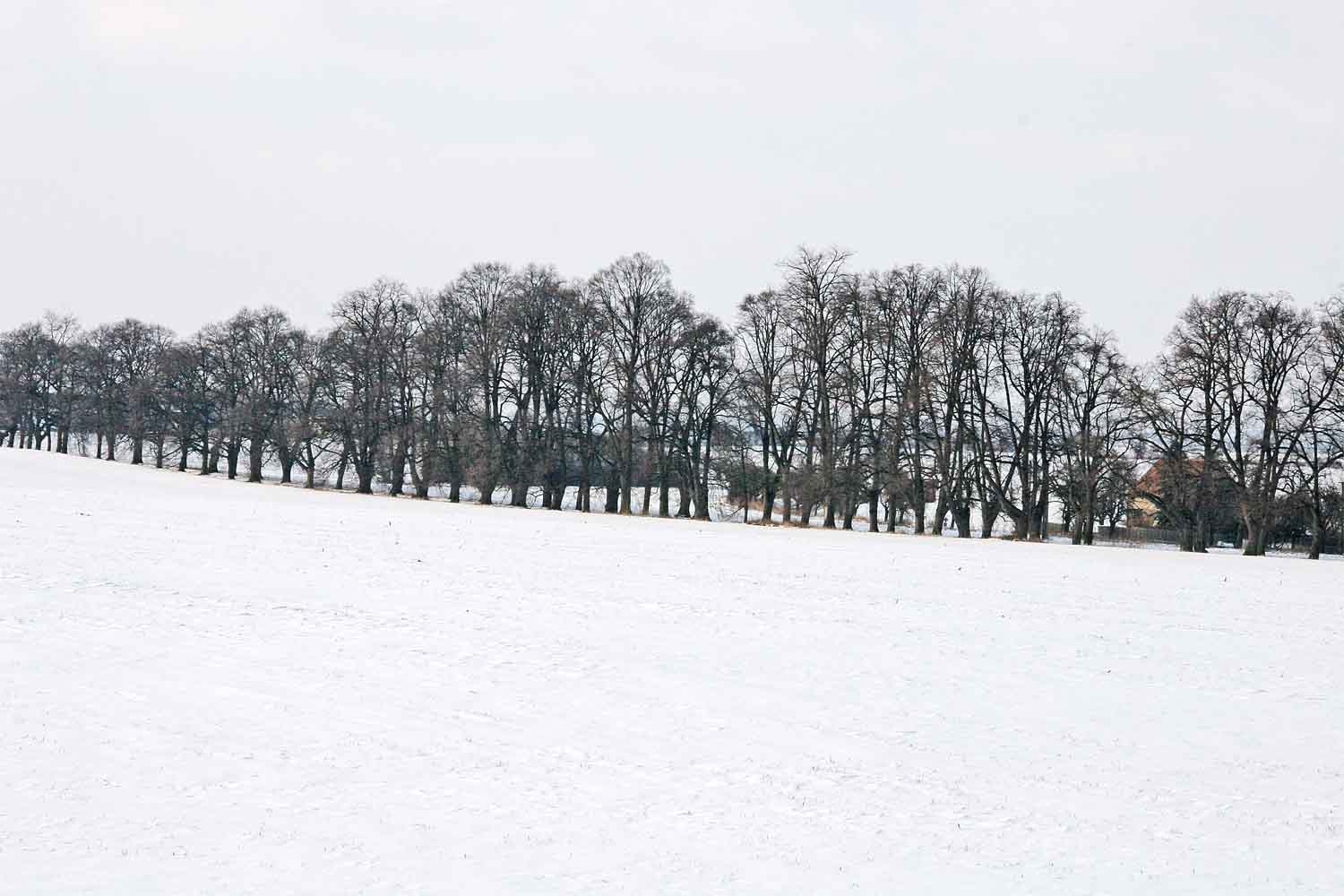
památná lipová alej ve Žlebech

Památná lipová alej je památné stomořadí lip, které se nachází v okrese Kutná Hora ve Středočeském kraji, podél cesty vedoucí ze Žlebů směrem k lomu v Markovicích. Alej je tvořena celkem 237 lípami malolistými (Tilia cordata).
- Jednotlivé stromy jsou vysoké kolem 20 m
- Obvody kmenů jsou větší než 150 cm
- Stáří aleje je více než 100 let

Alej je chráněna od roku 2002 jako významný krajinotvorný prvek.